# Aphaenogaster theryi
Aphaenogaster theryi é uma espécie de inseto do gênero Aphaenogaster, pertencente à família Formicidae.